# The Tide Is High
The Tide Is High è una canzone dei The Paragons, composta dal cantante del gruppo John Holt, pubblicata nel 1967 come lato B del singolo Only a Smile. Entrambe le tracce erano estratte dall'album On the Beach with the Paragons dello stesso anno.
Il brano venne portato alla notorietà internazionale dalla cover dei Blondie del 1980, dall'album Autoamerican. Il singolo dei Blondie raggiunse il primo posto in classifica nel Regno Unito, negli Stati Uniti ed in altri paesi.
La canzone è stata incisa anche dalle Atomic Kitten nel 2002, con il titolo The Tide Is High (Get the Feeling), e da Kardinal Offishall nel 2008 con il titolo Numba 1 (Tide Is High).

## Versione dei Blondie
I Blondie realizzarono una cover del brano nel 1980, pubblicata come primo singolo estratto dal quinto album in studio Autoamerican. Il brano venne pubblicato come singolo nello stesso anno, e raggiunse il primo posto in classifica in vari paesi, tra cui Regno Unito e Stati Uniti.

## Versione delle Atomic Kitten
Le Atomic Kitten hanno inciso il brano con il titolo The Tide Is High (Get the Feeling) per l'album Feels So Good del 2002. La canzone è uscita come singolo il 22 ottobre dello stesso anno. Le Atomic Kitten hanno rivisitato il brano con tastiere per avvicinarlo ai canoni delle radio pop e hanno cantato anche un nuovo bridge. Il singolo ha riscosso un buon successo nelle classifiche mondiali arrivando alla numero uno in Regno Unito, ed è stato lanciato dal film Lizzie McGuire - Da liceale a popstar. È divenuto il primo e unico singolo del trio europeo a stare alla numero #42 nella Billboard Hot 100 e ha rappresentato la terza e ultima numero uno delle Atomic Kitten nelle classifiche di mercato.
Il video è famoso per via del pancione con cui Natasha Hamilton si è prestata alle riprese. Il singolo ha preso piede nelle classifiche dei Paesi europei e oceanici e ha venduto oltre 1,5 milioni di copie al mondo. The Tide Is High (Get the Feeling) è stato un successo, oltre che nella terra nativa delle Atomic Kitten, anche in Nuova Zelanda, Paese in cui ha spodestato Complicated di Avril Lavigne, seduto da 9 settimane al primo posto della classifica, e lo ha sostituito alla numero uno, standovi per 4 settimane.

## Versione di Kardinal Offishall
Numba 1 (Tide Is High) è il secondo singolo dell'album Not 4 Sale di Kardinal Offishall, uscito nelle radio nel settembre 2008 e il 14 ottobre successivo su iTunes. È una cover di The Tide Is High di John Holt del 1967.
La canzone è cantata in coppia con Rihanna nella versione album, tuttavia ne esistono tre versioni. Nella prima versione il duetto è con le Pussycat Dolls; nella seconda le stesse sono affiancate da Rihanna, mentre la terza (single version) vede la partecipazione di Keri Hilson.